# Prueba de aptitud para lenguas extranjeras MLAT-ES
La prueba de aptitud para lenguas extranjeras MLAT-ES (versión de primaria en español) es una adaptación en lengua española de la prueba en lengua inglesa (MLAT-E), desarrollada por los doctores John Carroll y Stanley Sapon. La prueba se diseñó para medir la aptitud para las lenguas extranjeras de un estudiante, esto es, la facilidad (o dificultad) para aprender una lengua extranjera. La MLAT-ES es apropiada para alumnos de 8 a 13 años de edad. 
La MLAT-ES fue desarrollada por el personal de la Fundación de Evaluación de Segundas Lenguas (en inglés, la Language Learning and Testing Foundation) durante el año lectivo 2004-2005, en conjunto con varias escuelas de América Latina y España para niños de países predominantemente hispanoparlantes, así como para niños nativos del idioma español en los Estados Unidos.
La prueba de aptitud para lenguas extranjeras -versión en inglés MLAT-E- se basa en la bien conocida Prueba de aptitud para lenguas modernas, MLAT. La MLAT fue concebida para medir la aptitud para lenguas extranjeras de los estudiantes de más de catorce años, pero la prueba que se publicó originalmente en 1967 se diseñó para niños de 8 a 11 años de edad. La Fundación de Evaluación de Segundas Lenguas publica actualmente estas pruebas.

## Trabajo de John Carroll sobre la aptitud para lenguas extranjeras
La aptitud para las lenguas extranjeras se ha definido como la facilidad o la cantidad de tiempo que necesita un individuo para alcanzar cierto nivel de competencia en una lengua extranjera. Como con muchas medidas de aptitud, se piensa que la aptitud para aprender lenguas extranjeras es relativamente estable durante la vida de un individuo.
John B. Carroll, un influyente psicólogo del campo de la lingüística educativa, desarrolló una teoría acerca de ciertos grupos de habilidades que afectan la aptitud para aprender una lengua, que están separados de la inteligencia verbal y de la motivación. Carroll desarrolló la MLAT a partir de estas habilidades, una prueba de la aptitud para las lenguas extranjeras para adultos. 
Las habilidades que Carroll identificó fueron:
- La codificación fonética: habilidad para percibir distintos sonidos, asociar un símbolo con el sonido y recordar dicha asociación
- La sensibilidad gramatical: habilidad para reconocer la función gramatical de un elemento léxico (palabra, sintagma, etc.) en una oración sin un entrenamiento explícito en gramática
- Habilidad de aprendizaje por asociación: habilidad para aprender las asociaciones entre palabras en una lengua extranjera y sus significados, y para recordar dicha asociación
- Habilidad inductiva de aprendizaje: habilidad para inferir o inducir las reglas que rigen la estructura de un idioma.

## Descripción de la MLAT-ES
Dado que tanto la MLAT como la MLAT-E se crearon para hablantes nativos del inglés, y dado el valor potencial de hacer pruebas a hablantes nativos de otras lenguas, los doctores Charles Stansfield y Daniel Reed crearon un marco para adaptar la MLAT a fin de usarla con hablantes nativos de otras lenguas además del inglés. La prueba de aptitud para lenguas extranjeras--versión de primaria en español (MLAT-ES) fue la primera prueba de este tipo que se desarrolló dentro de este marco adaptable.
Tres de las partes de la MLAT-E (y la MLAT-ES) son adaptaciones de partes de la MLAT para niños más jóvenes; una parte es nueva. Estas partes miden rasgos que se infirieron de un análisis factorial y que pueden describirse de la siguiente manera:

### 1. Palabras ocultas
Al usar vocabulario apropiado para niños de 8 a 11 años, esta sección mide no sólo el conocimiento de vocabulario en la lengua nativa, sino también la habilidad de asociar los símbolos con el sonido.
Esta parte corresponde a la sección de claves ortográficas de la MLAT. La escritura fonética usada en la MLAT para medir estas habilidades junto con la memoria de sonidos del habla no se empleó ni en la MLAT-ES, ni en la MLAT-E porque se halló muy difícil para niveles escolares más bajos.

### 2. Palabras que se corresponden
Esta sección se diseñó para medir la sensibilidad a la estructura gramatical sin usar la terminología de la gramática formal. A través de instrucciones orales y ejemplos se les enseña a los alumnos a reconocer la función que desempeña en la oración una determinada palabra, y a encontrar la palabra que desempeña una función similar en otra oración.
Esta sección corresponde a la sección de las palabras en oraciones de la MLAT.

### 3. Palabras que riman
Esta sección mide la habilidad para oír sonidos del habla pidiéndoles a los estudiantes que elijan palabras que rimen una con la otra.
Esta sección se desarrolló exclusivamente para las versiones de primaria de la MLAT-E y la MLAT-ES.

### 4. Números en otro idioma
En esta sección los estudiantes aprenden los nombres de los números en una lengua artificial. Después de practicar el reconocimiento y la puesta de los números juntos, el estudiante escucha una serie de números en la nueva lengua y los escribe. Esta parte se diseñó para medir el componente de la memoria.
Esta sección corresponde a la sección de aprendizaje de números de la MLAT (Number Learning). Con población adulta, en la MLAT, se encontró que "la parte también tiene una varianza específica bastante grande, lo cual se puede interpretar como un factor especial de alerta auditiva que podría desempeñar un papel en la comprensión auditiva de una lengua extranjera" (Carroll y Sapon, 1959).

## Pruebas piloto y estudio normativo
Las pruebas piloto de la MLAT-ES se hicieron en Costa Rica. Se administró la MLAT-ES a 235 alumnos de los grados cuarto a sexto. Después de un análisis de ítems y de otros análisis estadísticos, se seleccionaron los mejores ítems para crear una versión normativa de la MLAT-ES. Durante el año lectivo 2004-2005, se llevó a cabo un estudio para establecer las normas internacionales (patrones típicos de las distribuciones de puntuaciones) para la prueba. El estudio usó unos 1.200 estudiantes de escuelas públicas y privadas de Costa Rica, Colombia, México y España. Llevar a cabo el estudio con participantes de países cuya lengua predominante es el español, en vez de hacerlo en los Estados Unidos, aseguró que los estudiantes tuvieran la competencia y los conocimientos en español para poder examinar de manera adecuada su aptitud para las lenguas extranjeras.
Al usar los resultados del estudio normativo, se usaron más análisis estadísticos para crear la versión final de la MLAT-ES. Las normativas también se incluyeron en la guía para administrar la prueba para niños del tercer al séptimo grado (de 8 a 13 años de edad).

## Usos de la MLAT-ES
La MLAT-ES se desarrolló para los niños nativos del español de los 8 a 13 años de edad y se puede usar tanto en los países cuya lengua predominante es el español, como en los Estados Unidos con niños que sepan leer y escribir en español.
Uso en los países hispanoparlantes
- Se agrega a la batería de tests psicométricos que se usan para diagnosticar varios problemas de aprendizaje, incluida la discapacidad para aprender una lengua extranjera.
- Compara las puntuaciones de los estudiantes a las normativas internacionales para niños hispanoparlantes.
- Da consejo a los estudiantes identificados con una aptitud para lenguas extranjeras baja o alta. Los estudiantes se colocarán en una clase con compañeros que tengan una habilidad similar, para que puedan aprender a un paso ideal. A los estudiantes que tengan una alta aptitud para las lenguas extranjeras se les aconsejará que comiencen temprano el estudio de un idioma extranjero.

Uso en los países angloparlantes
- Ayuda en el diagnóstico de un problema de aprendizaje de lenguas extranjeras con alumnos hispanoparlantes que tengan dificultades aprendiendo inglés.
- Ayuda en el estudio de lenguas extranjeras en casos en los que la lengua dominante del alumno sea el español para obtener resultados que reflejen con precisión la aptitud para las lenguas extranjeras que tenga el alumno.

Uso en los países angloparlantes o hispanoparlantes
- Desarrollar perfiles de las habilidades y debilidades de todos los alumnos que puedan servir de información para la enseñanza de las lenguas extranjeras (incluido el inglés).
- Crear tablas de expectativas que muestren la relación entre las puntuaciones de aptitud para las lenguas extranjeras y las notas recibidas en las clases de lengua extranjera (incluido el inglés como segundo idioma).

Uso en investigación en lingüística aplicada
- El MLAT-ES puede utilizarse para estudios de investigación en adquisición de lenguas. Hasta la fecha, este uso ha resultado en la validación del test teniendo en cuenta el desarrollo cognitivo en la franja de edad cubierta por el test por María del Mar Suárez (2010). Esto demostraría que, al contrario de la estabilidad que se cree que tiene la aptitud en adultos, en niños esta se desarrolla también con la edad. Asimismo, al contrario que otros estudios previos, no se halló relación entre aptitud medida por el MLAT-ES y motivación en el estudio de David Rosa (2011) aunque la aptitud medida por el MLAT-ES explicaba junto a la motivación, un 68% de la varianza en las medidas de proficiencia utilizadas.

## Otras versiones y adaptaciones
James Milton y Thomaï Alexiou (2004; Alexiou 2005) llevaron a cabo varios proyectos sobre aptitud en aprendices de temprana edad (5-9 años) usando el MLAT-E y los tests cognitivos de Esser y Kossling (1986). En sus estudios también se encuentra una evolución de la aptitud en aprendientes jóvenes. Kiss y Nikolov (200) desarrollaron y validaron también un nuevo test de aptitud basado en Ottó (1996), que a su vez estaba inspirado en el MLAT y en la Pimsleur Language Aptitude Test en una población de 419 estudiantes de 12 años, húngaros aprendientes de inglés. A su vez, Suárez (2010) adaptó y validó también el MLAT-ES al catalán, el llamado MLAT-EC.

### En español
- La evaluación del área curricular de la lengua extranjera  Archivado el 31 de diciembre de 2006 en Wayback Machine.

### En inglés
- Center for Applied Linguistics - Foreign Language Test Database
- LD Online
- Language Learning and Testing Foundation